# Antoine rencontre Les Problèmes
Albums de Antoine
Les Élucubrations d'Antoine Je reprends la route demain
(1967)
Antoine rencontre Les Problèmes est un album paru chez Vogue en 1966. Il a été remasterisé et réédité en 1995.

## Description
Ce 33 tours 30 cm ne contient que deux chansons écrites par Antoine : Contre-élucubrations problématiques, la première chanson de l’album (réponse à Cheveux longs et idées courtes de Johnny Hallyday, elle-même répartie des Élucubrations d'Antoine), et Je dis ce que je pense, je vis comme je veux, à la fin du disque.
Le reste des chansons est écrit par son groupe d'accompagnateurs Les Problèmes, qui devient Les Charlots peu après. La Ballade à Luis Rego, prisonnier politique fut écrite en souvenir de la période, alors toute récente, où ce dernier, guitariste rythmique du groupe, avait été enfermé dans les geôles portugaises,.
L'album est considéré par Yves Bigot comme un « album culte ».

### Liste des chansons
| 1. | Contre-élucubrations problématiques     | Antoine   | Rinaldi    | 2:33 |
| 2. | Des lendemains                          | Filipelli | Rinaldi    | 2:40 |
| 3. | Pop Jerk                                | Rinaldi   | Sarrus     | 2:56 |
| 4. | Ce monde existe                         | Filipelli | Rinaldi    | 3:02 |
| 5. | Dodécaphonie                            | Rinaldi   | Sarrus     | 4:51 |
| 6. | Je ne vois rien                         | Rinaldi   | Rego       | 2:59 |
| 7. | Il suffirait d'un rien (titre bonus CD) | Schnare   | C. Fechner | 2:32 |

| 1. | Ballade à Luis Rego, prisonnier politique      | Filipelli | Rinaldi  | 3:09 |
| 2. | On s'en fout                                   | Filipelli | Rinaldi  | 1:43 |
| 3. | Pas adieu                                      | Rinaldi   | Rego     | 3:28 |
| 4. | S'il boude                                     | Rinaldi   | Rego     | 1:52 |
| 5. | Si c'est la nuit                               | Rinaldi   | Sarrus   | 3:39 |
| 6. | Je dis ce que je pense et je vis comme je veux | Antoine   | Antoine  | 3:11 |
| 7. | Passe ton chemin (titre bonus CD)              | G. Tenas  | G. Tenas | 2:02 |